# Domoradice (Vysoké Mýto)
Domoradice (německy Domoraditz) jsou vesnice a část města Vysoké Mýto v okrese Ústí nad Orlicí. Protéká tudy Broučí potok, který se vlévá do řeky Loučné.

## Historie
První písemná zmínka o vesnici pochází z roku 1250. Historie vsi je úzce spjata s velkostatkem, který zde sídlil. Původně zde stával dvůr a šestnáct stavení. 
Do roku 1976 šlo o samostatnou obec, poté byla připojena k Vysokému Mýtu. Osamostatnila se k 1. lednu 1992, ale po 1. lednu 2003 je opět součástí Vysokého Mýta.

## Obyvatelstvo
| Rok            | 1869 | 1880 | 1890 | 1900 | 1910 | 1921 | 1930 | 1950 | 1961 | 1970 | 1980 | 1991 | 2001 | 2011 | 2021 |
| -------------- | ---- | ---- | ---- | ---- | ---- | ---- | ---- | ---- | ---- | ---- | ---- | ---- | ---- | ---- | ---- |
| Počet obyvatel | 314  | 314  | 298  | 326  | 314  | 304  | 266  | 247  | 243  | 220  | 233  | 190  | 163  | 154  | 166  |
| Počet domů     | 65   | 65   | 67   | 67   | 61   | 61   | 61   | 62   | 58   | 57   | 60   | 69   | 72   | 74   | 74   |

## Osobnosti
Oleg Svátek (1888–1941), československý generál

## Fotogalerie

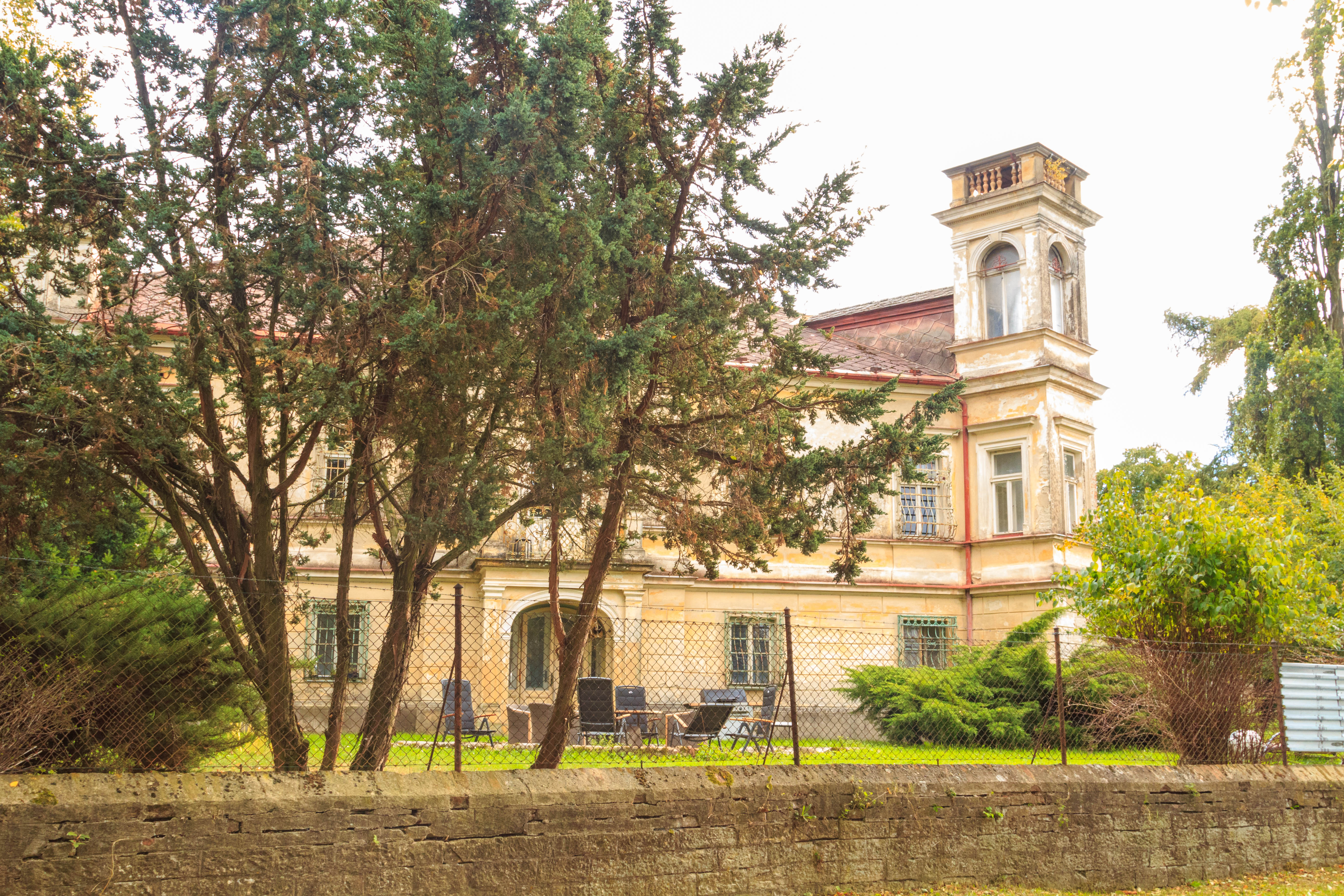
Zámek
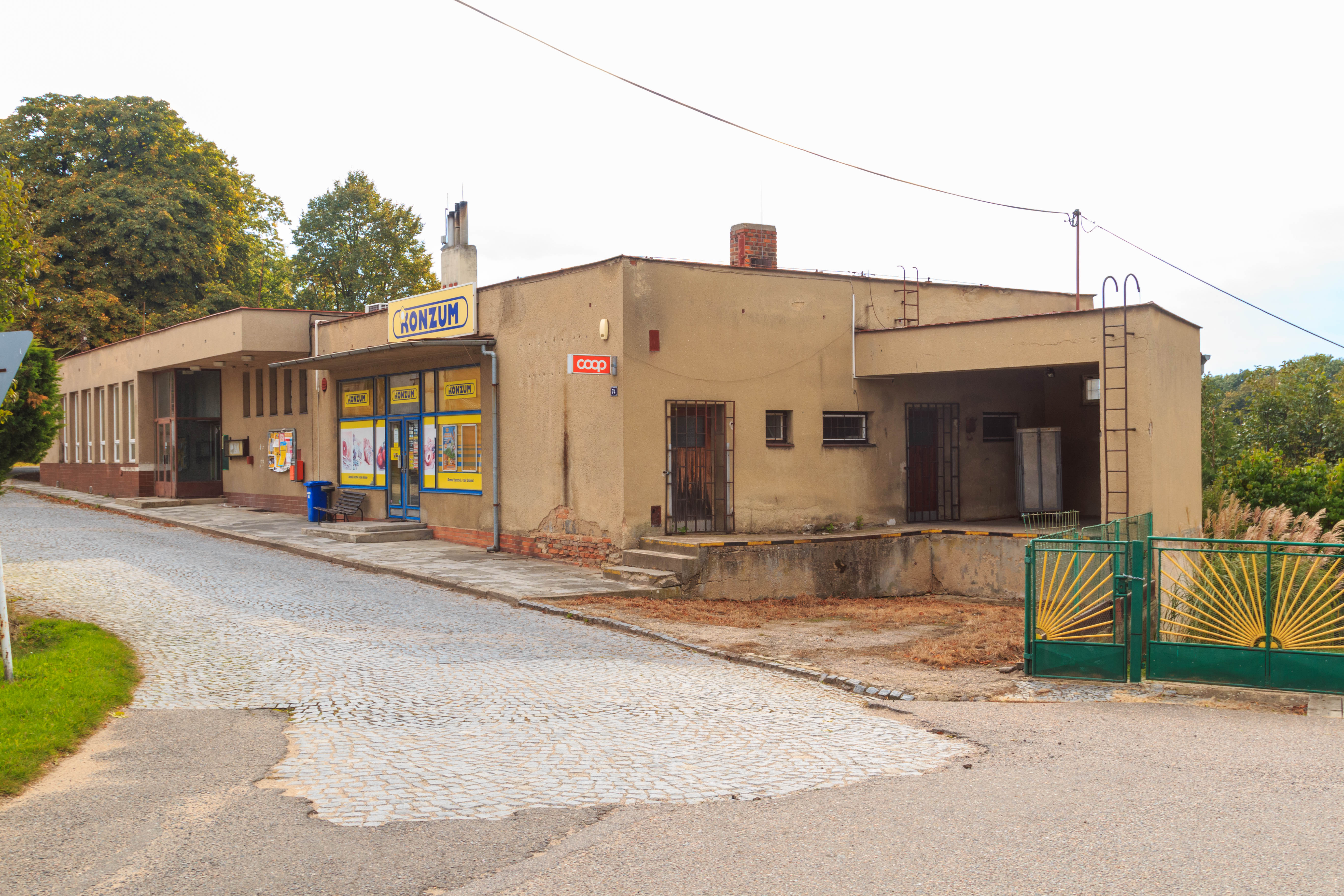
Obchod
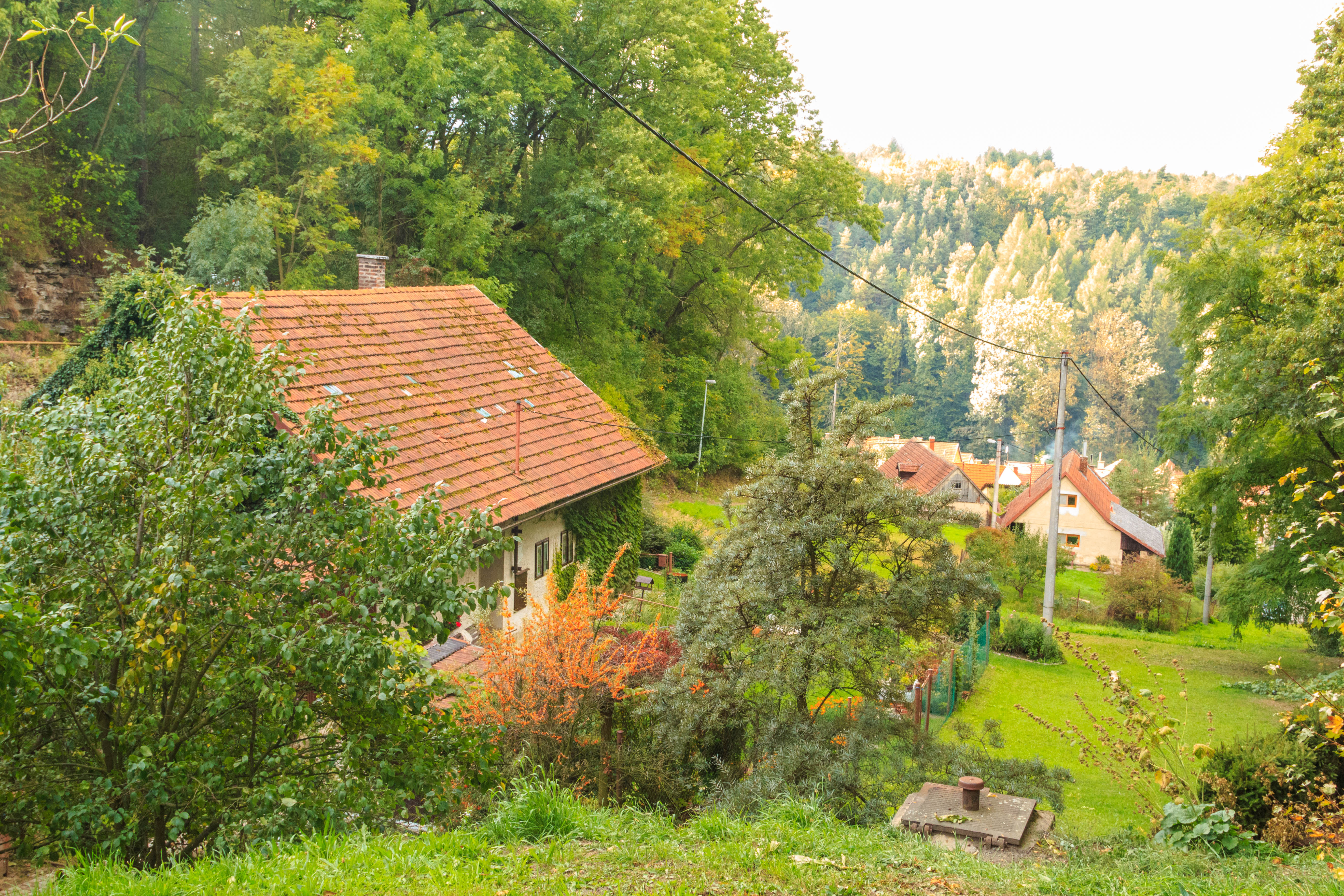
Dům čp. 48